# Kurtis Blow
Kurtis Walker (Harlem, 9 augustus 1959), beter bekend als Kurtis Blow, is een Amerikaans rapper en producer. Zijn eerste en bekendste hit is The Breaks (1980). Een van zijn succesvolste nummers was Basketball, een coproductie met Full Force uit Brooklyn. Zijn muziek werd beïnvloed door DJ Hollywood.

## Biografie
Blow begon zijn carrière in het midden van de jaren '70 in New York als breakdanser voordat hij dj werd en begon aan rap. Hij was in 1980 de eerste rapper die een heel album bij een grote platenmaatschappij opnam. Dit gebeurde na het opnemen van zijn eerste single Christmas Rappin' – ongeveer in dezelfde tijd als The Sugarhill Gang met Rapper's Delight. In die tijd werd deze stijl van muziek beschouwd als een tijdelijk fenomeen en er was weerstand tegen een contract voor Blow. In 1983 was hij producent van Run-D.M.C. en de Fat Boys.
Januari 2014 bracht Blow het nummer Real hiphop uit samen met Queen P., de Nederlandse Petra Pelties (1980), en de bekende Duitse DJ Tomekk en de Nederlandse beatcreator LTH.
Blow is te zien in de films Krush Groove en The Show.

## Discografie

### Albums
- Kurtis Blow (1980)
- Deuce (1981)
- Tough (1982)
- The Best Rapper on the Scene (1983)
- Ego Trip (1984)
- America (1985)
- Kingdom Blow (1986)
- Back by Popular Demand (1988)

- Bibliothèque nationale de France: cb13946124p (data)
- Gemeinsame Normdatei: 134331249
- International Standard Name Identifier: 0000 0000 5516 7490
- Library of Congress Control Number: no90022439
- MusicBrainz: 72eafbba-ff08-4257-9594-267d4a6fcdca
- Virtual International Authority File: 27257361
- WorldCat: E39PBJdWQYCVkwgttjBwThkRrq